# نام گونه‌ای (جانورشناسی)
در نام‌گذاری جانورشناسی، نام گونه‌ای یا نام خاص یا نام اختصاصی (به انگلیسی: Specific name) (همچنین لقب گونه‌ای (به انگلیسی: Specific epiphet) یا لقب گونه (به انگلیسی: Species epiphet))، بخش دوم (نام دوم) در نام علمی یک گونه (در نام‌گذاری دوتایی) است. نخستین بخش از نام یک گونه، نام سرده یا نام عمومی است. قوانین و مقررات حاکم بر اعطای نام گونه جدید در مقاله توصیف گونه توضیح داده شده‌است. به عنوان نمونه، نام علمی برای انسان خردمند Homo sapiens است که نام گونه است و از دو نام تشکیل شده‌است: Homo " نام عمومی " (نام سرده) و sapiens "نام گونه‌ای" (نام تعیین‌کنندهٔ گونه) است.
از لحاظ تاریخی، نام گونه‌ای به ترکیبی از آنچه که امروزه نام‌های عمومی و خاص نامیده می‌شود اشاره دارد. کارل لینه، که نام‌گذاری دونامی را رسمیت داد، تمایزهای صریحی بین نام‌های گونه‌ای، عام و پسین قائل شد. نام عمومی نام سرده، نخستین نام در نام دوجمله‌ای است و نام پسین نام دوم در نام دوجمله‌ای بود و اصطلاح گونه‌ای ترکیب این دو بود. به عنوان مثال نام در دو جمله‌ای ببر، Panthera tigris:
- نام عمومی = Panthera
- نام پسین = tigris
- نام گونه‌ای = Panthera tigris

این استفاده درست از قرن ۱۸ تا اواخر قرن ۲۰ بود، اگرچه به نظر می‌رسید بسیاری از نویسندگان از تمایز بین نام‌های پسین و گونه‌ای و استفاده ناسازگار و اشتباه حتی در کد بین‌المللی نام‌گذاری جانورشناسی آگاه نبودند.

## دستور زبان برای نام گونه‌ها
از نظر دستوری، نام‌گذاری دونامی (و همچنین یک نام‌گذاری سه‌نامی) باید به گونه‌ای رفتار شود که گویی یک عبارت لاتین است، صرف نظر از اینکه این واژه‌ها در اصل از کدام زبان گرفته شده‌اند. (این امر استفاده رایج از عبارت «نام لاتین» به جای عبارت صحیح‌تر «نام علمی» را توجیه می‌کند) نام اختصاصی باید به قراردادهای خاصی از دستور زبان لاتین پایبند باشد. نام گونه‌ای را می‌توان به صورت زیر تشکیل داد:
- نام در بدل سرده، به عنوان مثال، نام علمی شیر، Panthera leo. در این موارد، نام سرده و نام برای گونه لزوماً نباید از نظر جنسیت هماهنگ باشند. اسامی گونه‌هایی که اسم‌هایی هستند که در کنار هم قرار می‌گیرند، گاهی نام عامیانه جاندار در لاتین یا یونان باستان، یا نام (مشخص یا عام) موجود دیگری است که خود جاندار زنده به آن شباهت دارد.
- یک نام مصداق (یعنی وابسته به).
  - این امر در انگل‌ها رایج است: Xenos vesparum ("بیگانه زنبوری").
  - نام‌های خاصی که نام افراد و مکان‌ها هستند اغلب در مصداق به کار می‌روند. به عنوان مثال، نام کولاکانت، Latimeria chalumnae که به معنی "Latimeria of Chalumna" است، اشاره‌ای به منطقه‌ای نزدیک دهانه رودخانه Chalumna در اقیانوس هند است، جایی که برای نخستین بار کولاکانت یافت شد یعنی محل نمونه آن.
- نام صفتی که باید از نظر حروف و جنسیت با جنس مطابقت داشته باشد: Felis silvestris ("گربه جنگلی")

## تفاوت با گیاه‌شناسی
در نام‌گذاری گیاه‌شناسی، «نام» همیشه به کل نام (یک گونه یا غیر آن) اشاره دارد، در حالی که در نام‌گذاری جانورشناسی می‌تواند به هر یک از بخش‌های دونامی اشاره کند؛ بنابراین، Hedera helix (پاپیتال معمولی، پیچک انگلیسی) نام گونه است. Hedera نام سرده است اما helix به لقب گونه‌ای گفته می‌شود نه نام گونه‌ای.